# Andrzej (Tiruneh)
Andrzej (imię świeckie Gohatsibah Tiruneh) – duchowny Etiopskiego Kościoła Ortodoksyjnego, od 2009 arcybiskup Południowego Gondaru.

## Życiorys
Sakrę biskupią otrzymał 12 lipca 1999 i objął diecezję Północnego Gondaru. W latach 2000–2003 był przewodniczącym etiopskiego seminarium duchownego, a w 2004 powrócił do diecezji z tytułem arcybiskupa. W 2009 został mianowany arcybiskupem Południowego Gondaru.